# Robin Hobb
Margaret Astrid Lindholm Ogden, mais conhecida pelo pseudónimo Robin Hobb (nascida em 5 de março de 1952), é uma escritora de ficção, principalmente de fantasia, embora ela tenha publicado alguns livros de ficção científica. Seus títulos mais famosos são os da série A Saga do Assassino (The Farseer, no original) que no Brasil saiu pela editora Leya (edições antigas) e recentemente pela editora Suma; e em Portugal pela editora Saída de Emergência.

## Biografia
Ogden, nasceu na cidade de Berkeley, Califórnia em 1952, mas foi criada no Alasca. Depois de se formar no ensino médio, ela estudou na Universidade de Denver por um ano, antes de voltar para uma ilha no centro-sul do Alasca. Foi nessa época que ela vendeu seu primeiro conto, e começou a carreira escrevendo para revistas infantis. "Bones para Dulath" foi a primeira obra de fantasia (um conto) que ela publicou como Megan Lindholm, em uma antologia chamada Amazons! de 1979, o livro ganhou um prêmio World Fantasy Award de Melhor Antologia do ano.
Seus livros tem ganhado elogios de autores como Orson Scott Card, ele afirmou que "Robin Hobb provavelmente definiu o padrão para o romance moderno de fantasia adulta."
De 1983 a 1992, ela escreveu fantasia contemporânea sob o pseudónimo de Megan Lindholm, mas atingiu o sucesso a partir de 1995, quando escreveu livros de fantasia épica sob o nome de Robin Hobb, nome foi escolhido, pois Robin tanto podia ser o nome de homem ou de mulher e Hobb tem semelhança com com Hobbits e Hobgoblins. Sendo considerada uma das mais requisitadas autoras vivas do gênero fantasia, ao lado de escritores como George R. R. Martin, Patrick Rothfuss, Joe Abercrombie e Brandon Sanderson.
Atualmente Margaret vive em Tacoma, Washington; ela tem 4 filhos. Até 2003, ela já havia vendido mais de 1 milhão de cópias de seus primeiros romances sob o pseudónimo de Robin Hobb.

## Obras como Megan Lindholm

### SérieThe Ki and Vandien Quartet
- Harpy's Flight (1983) ISBN 0-00-711252-1
- The Windsingers (1984) ISBN 0-00-711253-X
- The Limbreth Gate (1984) ISBN 0-00-711254-8
- Luck of the Wheels (1989) ISBN 0-00-711255-6

### DuologiaTillu and Kerlew
- The Reindeer People (1988) ISBN 0-00-711422-2
- Wolf's Brother (1988) ISBN 0-00-711434-6

### Outros
- Wizard of the Pigeons (1985)
- Cloven Hooves (1991) ISBN 0-553-29327-3
- Alien Earth (1992) ISBN 0-553-29749-X
- The Gypsy (1992) com Steven Brust ISBN 0-7653-1192-5

## Obras como Robin Hobb

### "Ciclo"ːThe Realm of the Elderlings

#### The Farseer Trilogy(A Saga do Assassino)
1. Assassin's Apprentice (1995) no Brasilː O Aprendiz de Assassino (LeYa, 2013); (Suma, 2019) / em Portugalː Aprendiz de Assassino (Saída de Emergência, 2009)
2. Royal Assassin (1996) no Brasilː O Assassino do Rei (LeYa, 2014); (Suma, 2022) / em Portugalː O Punhal do Soberano e A Corte dos Traidores (1ª e 2ª parte, Saída de Emergência, 2009)
3. Assassin's Quest (1997) no Brasilː A Fúria do Assassino (LeYa, 2014) (Suma, 2025) / em Portugalː A Vingança do Assassino e A Demanda do Visionário (1ª e 2ª parte, Saída de Emergência, 2010)

Conta a história de um assassino treinado, num reino chamadoː Os Seis Ducados, enquanto seu tio, o Príncipe Veracidade, arma a guerra contra os Salteadores dos Navios Vermelhos que estão atacando as costas do reino.

#### Liveship Traders Trilogy (Os Mercadores de Navios-Vivos)
- Ship of Magic (1998) no Brasil: O Navio Arcano (LeYa, 2017)
- The Mad Ship (1999)
- Ship of Destiny (2000)

#### The Tawny Man Trilogy(Saga Regresso do Assassino, emPortugal)
- Fool's Errand (2001) em Portugalː O Regresso do Assassino - Vol. 1 (Saída de Emergência, 2011)
- The Golden Fool (2002) em Portugalː O Regresso do Assassino - Vol. 2ː Os Dilemas do Assassino e O Regresso do Assassino - Vol. 3ː Sangue do assassino (1ª e 2ª parte, Saída de Emergência, 2011)
- Fool's Fate (2003) em Portugalː O Regresso do Assassino - Vol. 4ː A Jornada do Assassino e O Regresso do Assassino - Vol. 5ː Os Dragões do Assassino (1ª e 2ª parte, Saída de Emergência, 2012)

#### The Rain Wilds Chronicles
- Dragon Keeper (2009)
- Dragon Haven (2010)
- City of Dragons (2011)
- Blood of Dragons (2011)

The Fitz and The Fool Trilogy
- Fool's Assassin (2014)
- Fool's Quest (2015)
- Assassin's Fate (2017)

#### Outra obra do "ciclo"
- The Wilful Princess and the Piebald Prince (2013) ISBN 978-1596065444

#### Histórias curtas
- The Inheritance (The Realm of the Elderlings) em Voyager 5: Collector's Edition. Livro de bolso promotional, não comercializado.
- Homecoming (The Realm of the Elderlings) no livroː Legends, editado por Robert Silverberg.
- Words Like Coins (The Realm of the Elderlings).
- Blue Boots (The Realm of the Elderlings) emː Songs of Love and Death, editado por George R. R. Martin e Gardner Dozois.
- Cat's Meat (The Realm of the Elderlings) emː The Inheritance & Other Stories.

### Obras Independentes

#### TrilogiaːSoldier Son
- Shaman's Crossing (2005)
- Forest Mage (2006)
- Renegade's Magic (2008)

#### Outros
- The Inheritance & Other Stories (2011), contém histórias curtas como Megan Lindholm e curtas como Robin Hobb.
- The Triumph, ficção histórica na antologiaː Warriors (história curta).